# 片岡信二
片岡 信二（かたおか しんじ、1925年〈大正14年〉8月6日 - 2014年〈平成26年〉4月21日）は、日本の計算機科学者、応用数学者、統計物理学者。理学博士（九州大学・1962年）。一橋大学名誉教授、フェリス女学院大学名誉教授。

## 略歴
新潟県長岡市出生、新潟市出身。1942年（昭和17年）3月に新潟中学校を4年で修了（四修）、1944年（昭和19年）9月に新潟高等学校を半年繰り上げ卒業、1947年（昭和22年）9月に東京帝国大学理学部物理学科を卒業。
1949年（昭和24年）6月に東京商科大学助手に就任、1959年（昭和34年）7月にカリフォルニア大学ロサンゼルス校 (UCLA) Western Data Processing Center 研究助手に就任（期間1年）、1960年（昭和35年）7月にマサチューセッツ工科大学 (MIT) Operations Research Center 研究助手に就任（期間1年）、1962年（昭和37年）5月に一橋大学経済学部講師に就任、1963年（昭和38年）7月に一橋大学経済学部助教授に就任、1967年（昭和42年）4月に一橋大学経済学部教授に就任、1977年（昭和52年）4月に一橋大学評議員に就任、1984年（昭和59年）12月に一橋大学情報処理センター長に就任、1987年（昭和62年）4月に一橋大学名誉教授の称号を受称、フェリス女学院大学教授に就任。
2014年（平成26年）4月21日午前4時55分に肺炎のため死去、88歳没。

## 研究・業績
計算機論の研究、数理計画法の研究、統計物理学的視点からのシステム論の研究を行った。また、一橋大学の情報処理教育や計算機を使用する研究活動の整備に大きく貢献した。

## 栄典
- 2005年（平成17年）11月3日 - 瑞宝中綬章[7][8]
- 2014年（平成26年）4月21日 - 従四位[9]

## 著作物

### 著書
- 『リニアー・プログラミング入門 理論と例解』久武雅夫[共著]、白桃書房、1957年。
  - 『リニアー・プログラミング入門 理論と例解』新版、久武雅夫[共著]、白桃書房、1963年。
- 『電子計算機』春秋社〈数学基本講座 5〉、1968年。
- 『数理計画法』久武雅夫[監修]、東洋経済新報社〈経営のための数学 4〉、1971年。
- 『コンピュータ入門 ハード・ソフト・システム』有斐閣〈有斐閣双書〉、1972年。

### 監訳書
- 『電子計算機のための数学的方法 II』アンソニー・ラルストン、ハーバート・ウィルフ（英語版）[編]、鹿島出版会、1975年。

### 論文
- CiNii収録論文 - CiNii